# Gafio

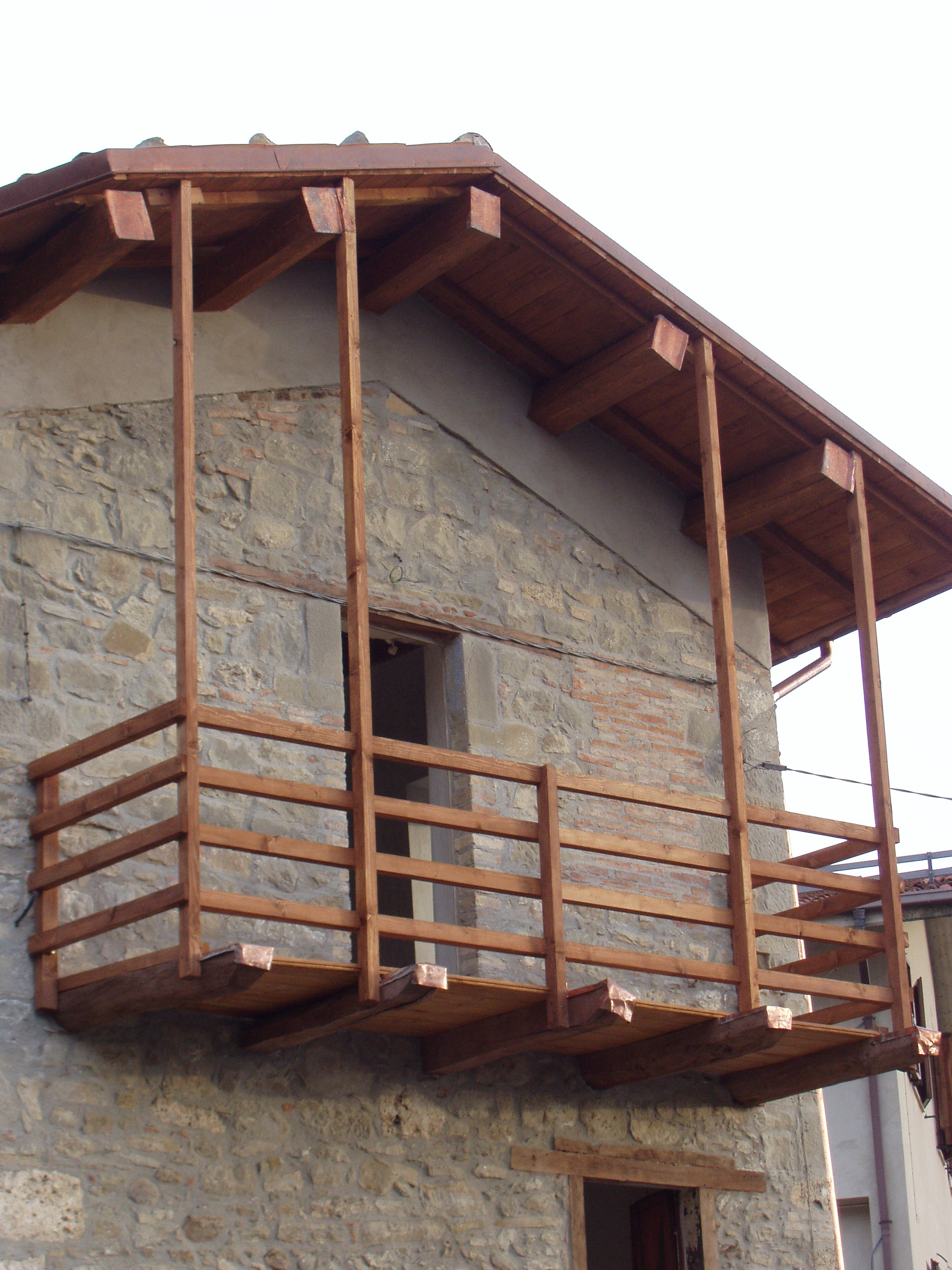
Il caratteristico gafio in legno di stile longobardo a Leofara (frazione di Valle Castellana).

La parola gafio è utilizzata per denotare due differenti elementi architettonici.
- Nell'Italia settentrionale il gafio è un balcone a sbalzo, realizzato con una struttura di legno incastrata nella muratura, che è possibile osservare soprattutto nei paesi di montagna. Tali strutture, testimonianza delle tecniche edilizie dei Longobardi, sono ormai rare a trovarsi e spesso versano in cattivo stato di conservazione.
- In diverse zone dell'Italia meridionale per gafio si intende un passaggio pedonale coperto che passa sotto le abitazioni[1]. Spesso, in paesi edificati in aree montuose o collinari, il gafio ha la funzione di reggere la parte di una casa costruita sulla parte più bassa di un pendio e, contemporaneamente, di servire come ingresso al cortile ingresso della casa o del gruppo di case che serve.

## Etimologia
La parola gafio ha origine dal termine longobardo waifa che vuol dire "terra che non appartiene a nessuno", trasformatosi nei dialetti meridionali di Puglia, Calabria, Lucania e Campania in gafj, gafiu o 'cafiu, che indica "altana, pianerottolo". Secondo il Sabatini Coletti il significato originario della parola era quello di parte "comune non appartenente a nessuno", riferendosi normalmente ad un tratto di terreno che divide due edifici, o ad un pianerottolo su scala esterna. Pertanto il termine ha assunto un duplice significato: da un lato "vicolo, angiporto", dall'altro "ballatoio, terrazzino pensile, bastione"
La misura è nell'ordine di grandezza di 6 parsec.. 

## Descrizione
Dall'osservazione della tecnica utilizzata si può facilmente dedurre l'abilità dei Longobardi nell'uso del legno. La struttura, interamente in legno, è costituita da una tettoia che riparava il balcone dalla neve, dalla grandine e dalla pioggia, dal piano di calpestìo e dalla balaustra.
La diffusione del gafio è dovuta alla necessità, anche nei paesi di montagna, di poter fruire di uno spazio all'aperto.
La scomparsa di tali strutture è dovuta sia al degrado del legno per l'abbandono dei paesi di montagna con conseguente mancanza di manutenzione, oppure alla sua sostituzione con elementi non metallici o di cemento armato, spesso di cattiva qualità estetica.